# Akiko Sugiyama
Akiko C. Bedor Sugiyama ist eine Politikerin in Palau. 

## Leben und Wirken
Sie ist die Witwe des Senators Peter Sugiyama. Bis 1995 war sie die einzige Frau, die jemals in den Olbiil Era Kelulau (Palau National Congress) gewählt worden war. 2005 wurde sie als Gouverneurin des Administrativen Teilstaats (Verwaltungsgebiet) Ngardmau gewählt. Die Wahl erfolgte als Nachwahl nach dem Misstrauensvotum gegen Schwartz Tudong, der wegen Missbrauch öffentlicher Mittel abgesetzt worden war. Zusammen mit Vicky Kanai aus Airai war sie die erste Frau die als Gouverneurinfür einen der Staaten von Palau eingesetzt wurde.